# Мировая экономика
Мирово́е хозя́йство (или Всеми́рное хозя́йство, или Мирова́я эконо́мика) — совокупность исторически сложившихся в результате общественного разделения труда отдельных отраслей хозяйства, связанных между собой системой международного разделения труда и международных экономических отношений.

## Этапы развития мирового хозяйства
В своём развитии мировое хозяйство прошло несколько поколений.
Доиндустриальная стадия производства — конец XVII в. Мировое хозяйство возникло ещё на доиндустриальной стадии производства с зарождением международной торговли и формировалось до конца XVII в.
Начало XVIII — середина XIX вв. Характеризуется дальнейшим развитием производства товаров, растущая масса которых поступает в регулярный обмен между странами; превращением внешней торговли на часть национальной экономики; возникновением мирового рынка — высшего достижения капитализма.
Конец XIX — начало XX вв. Именно в этот период завершилось формирование мировой системы хозяйства на основе крупного машинного производства.
Конец 20-х — середина 80-х годов XX вв. После Первой мировой войны начался процесс качественных изменений системы мирового хозяйства, который завершился падением колониальной системы. Мировая экономика раскололась на две основные системы — социалистическую и капиталистическую и была дополнена множеством колониальных стран, которые освободились от внешнеэкономической зависимости. В этот период рыночная экономика существенно трансформировалась в направлении социального хозяйствования. Плотнее начали переплетаться рыночные инструменты с государственным регулированием на макроуровне. С развитием производительных сил и хозяйственных отношений активно утверждалась смешанная экономика. Рыночную систему мирового хозяйства в середине 80-х годов XX ст. образовывали более 160 стран, в том числе свыше 30 индустриально развитых.
Конец 80-х — начало 90-х годов XX ст. Отличительной особенностью этого этапа является нарастание интеграционных процессов в производстве, развитие их организационно-экономических форм, связанных с производством товаров и комплектующих в разных странах. На формирование мирового хозяйства на рубеже 80-90-х гг. XX вв. повлияла перестройка в СССР и революции 1989 года, когда в большинстве стран Центральной и Восточной Европы к власти пришли некоммунистические силы. Также в 1991 году произошла ликвидация Совета экономической взаимопомощи СЭВ.
В целом мировое хозяйство в конце XX — начале XXI века, сохраняя разнообразие, большое количество противоречий и разноплановых тенденций, всё же является более целостным, интегрированным и динамичным, чем в середине XX века, и приобретает глобальный характер. Для него стали характерными новые экономические связи и отношения, расширились таможенные и политические союзы. Процесс его становления ещё не завершился, поскольку продолжается углубленное развитие всех факторов, которые его предопределяют.
На развитие мирового хозяйства влияют следующие факторы: развитие научно-технического прогресса, преобразование информационных технологий в один из важнейших аспектов развития мировой экономики; растущая взаимозависимость национальных хозяйств, общая либерализация внешнеэкономических связей; углублённое развитие МРТ — международной специализации и кооперирования производства; высокий уровень интенсификации международного движения факторов производства: рабочей силы, капиталов, технологий, средств производства, информации; интернационализация производства и капитала; формирование самостоятельной финансовой системы, непосредственно не связанной с обслуживанием движения товаров; решения глобальных проблем и так далее.
Главной тенденцией развития современного мирового хозяйства является интернационализация производства. Основным её фактором стал переход развитых стран в 60 — 80-е годы XX столетия на новую высокотехнологичную базу с преобладанием информационных технологий. Это вызвало бурную интернационализацию воспроизводства процессов в обеих областях — интеграционной (через сближение национальных хозяйств) и транснациональной (через создание межнациональных производственных комплексов).

## Субъекты мирового хозяйства
Субъектами мировых хозяйственных отношений являются:
- Международные экономические организации (МВФ и МБРР);
- Транснациональные корпорации (ТНК) и их долгосрочные альянсы;
- Транснациональные банки;
- Финансово-промышленные группы — объединение ТНК и ТНБ;
- Биржи (особенно крупные);
- Крупные предприниматели;
- Государства, и приравненные к ним территории, а также административные единицы данных государств и территорий;
- Мировые финансовые и экономические организации (включая крупных инвесторов и организации-объединения крупных компаний, занимающиеся контролем определенных международных рынков, объединения стран внутри региона — СНГ).

## Проблемы и тенденции развития современного мирового хозяйства
| > $60 000 > $50 000 — $60 000 > $40 000 — $50 000 > $30 000 — $40 000 | > $20 000 — $30 000 > $10 000 — $20 000 > $5000 — $10 000 > $2500 — $5000 | > $1000 — $2500 > $500 — $1000 до $500 вкл. Нет данных |

Страны мира по ВВП (номинал) на душу населения (в международных долларах) в 2023 году по данным МВФ.

Уголь, нефть и природный газ остаются основными источниками энергии в мире, даже несмотря на то, что возобновляемые источники энергии быстро растут

Достигнуты значительные успехи в сокращении масштабов нищеты в мире. Вместе с тем, несмотря на то что с 1990 года объем мирового производства увеличился более чем в три раза, доля доходов беднейшей половины человечества за этот период практически не изменилась. Доля доходов, приходящихся на долю беднейших 20 процентов населения, по-прежнему составляет менее двух процентов, тогда как доля доходов, приходящихся на 1 процент богатейших людей мира, увеличилась с 18 процентов в 1990 году до 22 процентов в 2016 году. Все более популярным становится мнение о том, что узкая направленность на экономический рост при игнорировании последствий его распределения приводит к высокому уровню неравенства доходов и богатства во многих регионах мира.
Важнейшими проблемами мировой экономики также являются проблемы, связанные с чрезмерным расходованием природных ресурсов и защитой окружающей среды. Согласно исследованию организации Global Footprint Network, опубликованному в 2014 году, 86% мирового населения проживает в странах, которые потребляют больше природного капитала, чем способны восстановить экосистемы этих стран. По данным WWF, в начале 1960-х годов XX века человечество ежегодно использовало около 75% биоемкости Земли — тогда в большинстве стран скорость накопления и восстановления ресурсов превышала так называемый «экологический след». Но в начале 1970-х годов глобальный экономический и демографический рост привели к тому, что «экологический след» человечества значительно возрос. Для удовлетворения растущих потребностей мировой экономики уже сейчас требуется полторы планеты Земля, а при текущих темпах потребления к середине XXI века этот показатель может вырасти до трех планет. Человечество постепенно осознает эту проблему, и принимает соответствующие меры. Так, доля возобновляемой энергии в первичном предложении энергии может вырасти примерно с 1/6 в настоящее время почти до 2/3 в 2050 году. Однако значительная группа властей развивающихся стран считает однобокой идею экологизации экономики, опасаясь, что она отвлекает ресурсы и внимание от проблем неравенства и развития.

## Издания
- Журнал «Мировое и национальное хозяйство»
- Журнал «Международная экономика»